# Бабак, Александр Петрович
Алекса́ндр Петро́вич Баба́к (6 июня 1957 года, Киев) — украинский художник, член Национального союза художников Украины (с 1988 года). Награждён орденом «За заслуги» III степени. Представитель Новой украинской волны.

## Биография
Родился в Киеве. В 1974 году окончил Республиканскую художественную школу им. Т. Г. Шевченко. В 1984 году — Киевский государственный художественный институт, педагоги по специальности М. А. Стороженко, В. А. Чеканюк. Работает в области станковой и монументальной живописи, графике и инсталляции.

## Основные произведения
- «Портрет жены» (1988).
- Станция метро «Выдубичи» (в соавторстве, 1992).
- Астрономическая обсерватория НАН Украины (1993).
- Авторский проект «Опошня» (2000).

## Персональные выставки
- 2013 «Обочина», живопись, Карась Галерея, Киев
- 2011 «Острова», живопись, Галерея «Триптих АРТ», Киев
- 2011 «Grisaille» Боттега галерея, Киев
- 2010 «Зима 2009—2010», живопись, Карась Галерея, Киев[2]
- 2009 «Забор», живопись, Международный фестиваль современного искусства «ГОГОЛЬFEST», Tatiana Mironova Gallery (Kiev, Ukraine) «Мистецький Арсенал», Киев 2008
- 2008 «Истории», живопись, «Я Галерея», Киев
- 2007 «Обнаженная», живопись, «Я Галерея», Киев
- 2006 «Гурзуф», живопись, Карась Галерея, Киев[3]
- 2005 «Прошедший год», живопись, Карась Галерея, Киев[4]
- 2004 «Казак Мамай. Украинская народная картина», живопись, Национальный художественный музей, Киев
- 2004 «Тамара», живопись, Карась Галерея, Киев[5]
- 2004 «Коды земли», живопись, Украинский дом, Киев
- 2003 «Графика. Избранное», живопись, Карась Галерея, Киев[6]
- 2002 «Зима 2001—2002», живопись, Карась Галерея, Киев
- 2001 «Ретроспектива», Национальный художественный музей, Киев
- 2001 «Перекресток», живопись, Художественный музей, Вена, Австрия
- 2000 «Опишня», пленер, Киев
- 2000 «Реконструкция V», живопись, ЦСИ «Совиарт», Киев
- 1998 «Семь упражнений», живопись, ЦСИ «Совиарт», Киев
- 1998 «Парсуна», живопись, Союз художников Украины, Киев
- 1997 «Re-конструкции», Союз художников Украины, Киев
- 1997 «Ретроспекция», живопись, Карась Галерея, Киев[7]

## Коллекции
- Национальный художественный музей, Киев
- ЦСИ «Совиарт», Киев
- Национальный банк Украины
- Хмельницкий художественный музей
- Приватные коллекции Европы и Америки
- Коллекция Нортона Джорджа (США, Нью-Джерси)

## Изображения

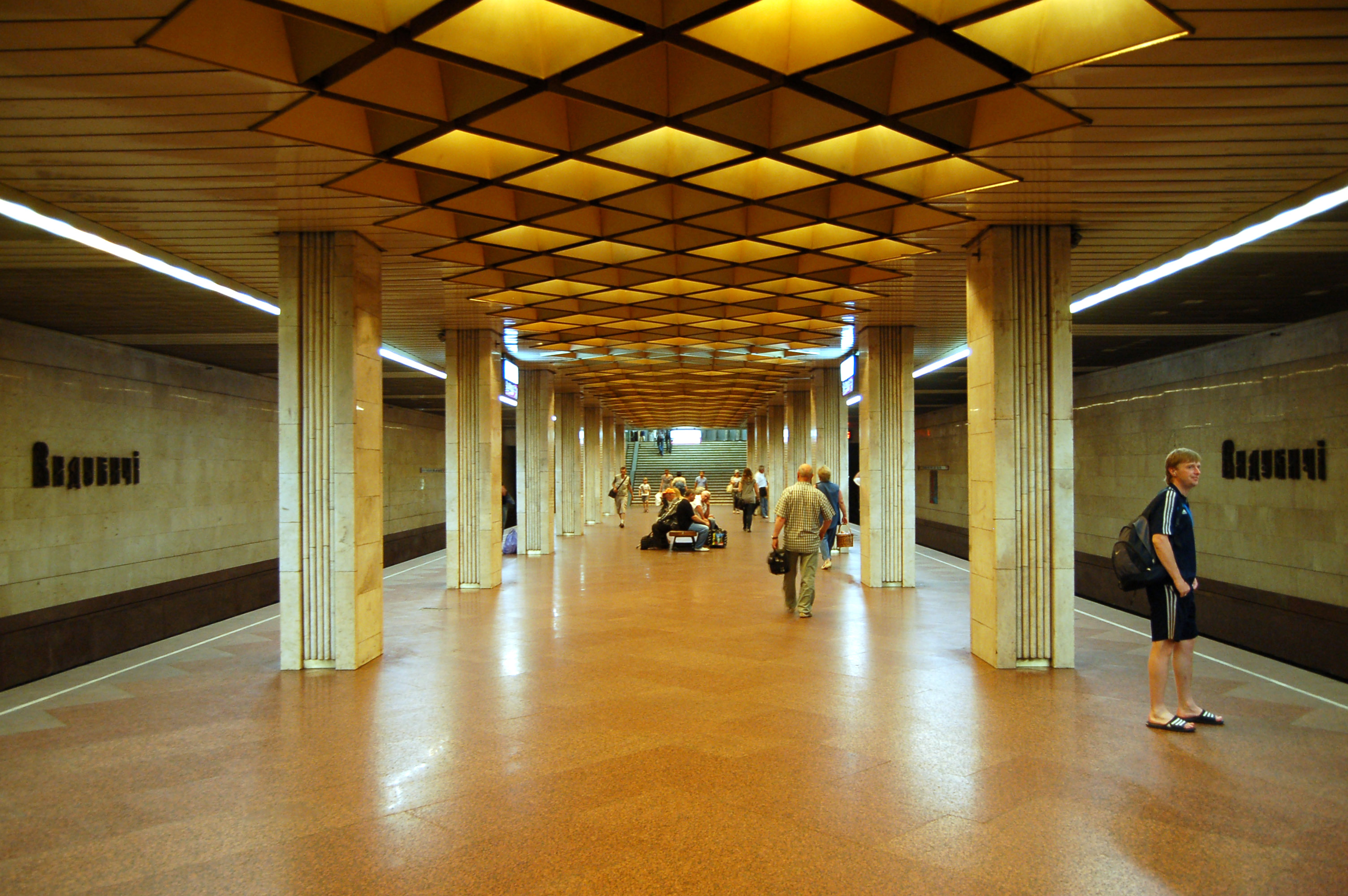
Станция метро «Выдубичи»